# Országos Élelmezés- és Táplálkozástudományi Intézet

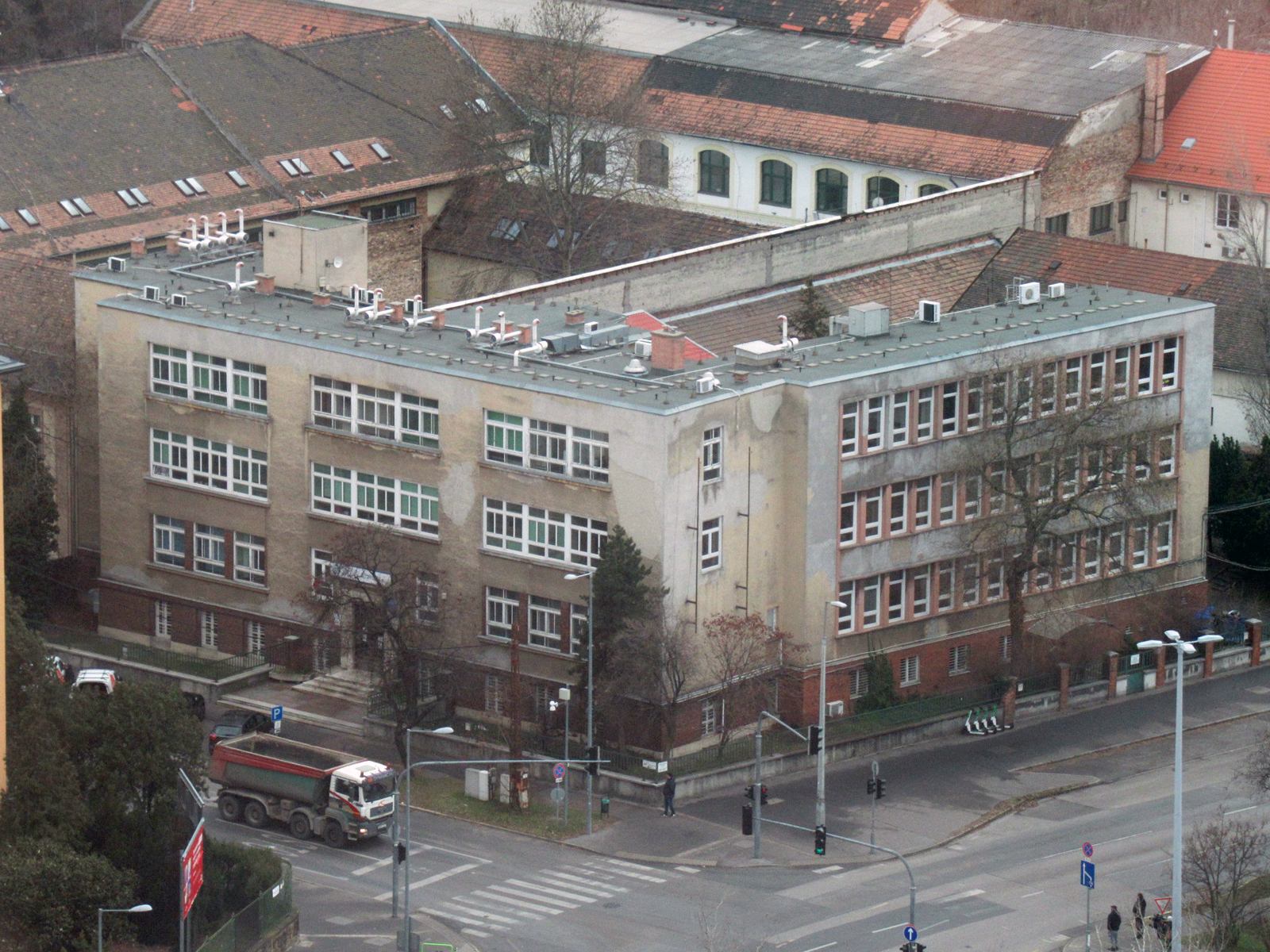
Az intézet épülete az Albert Flórián utcában

Az Országos Élelmezés- és Táplálkozástudományi Intézet (rövid nevén OÉTI) az élelmiszerekkel és táplálkozással kapcsolatos hatósági ellenőrzési és engedélyezési feladatokat ellátó, önállóan működő költségvetési szerv, az Országos Élelmezés- és Táplálkozás-egészségügyi Intézet jogutódja.  Az OÉTI pénzügyi-gazdasági feladatait az Állami Népegészségügyi és Tisztiorvosi Szolgálat látja el.

## Feladata
Az OÉTI, mint országos intézet, az élelmezés- és táplálkozás-egészségügy szakterületén szakmai-módszertani, tudományos kutatási, képzési, továbbképzési, nyilvántartási, koordinálási, szakmai felügyeleti, szakértői feladatokat ellátó szerv, különös tekintettel a lakossági táplálkozásra, a különleges táplálkozási célú élelmiszerekre, az étrend-kiegészítőkre, a kozmetikumokra; valamint kiemelten az oktatási és nevelési intézményekben, munkahelyeken történő, és a fekvőbeteg gyógyintézeti betegélelmezés keretében nyújtott étkeztetésre, továbbá fenti szakterületeken rész vesz Európai Unió döntés-előkészítő folyamatában.